# Until the End of Time (chanson)
Pour les articles homonymes, voir Until the End of Time.
Singles de Justin Timberlake
Falling Down
(2007) Summer Love
(2007)
Singles par Beyoncé
Green Light
(2007) Love in This Club Part II
(2008)
Until the End of Time est une chanson du chanteur américain Justin Timberlake, écrite par Timberlake, Tim Mosley et Nate Hills. Elle figure sur l'album FutureSex/LoveSounds. Elle est sortie le 13 novembre 2007. Une version en collaboration avec l'artiste de R&B Beyoncé a été réalisée.

## Classement
| Classements (2007-2008)        | Meilleure position |
| ------------------------------ | ------------------ |
| Danemark (Tracklisten)         | 30                 |
| Pays-Bas (Dutch Top 40)        | 49                 |
| Nouvelle-Zélande (RMNZ)        | 31                 |
| Suède (Sverigetopplistan)      | 60                 |
| États-Unis (Hot 100)           | 17                 |
| États-Unis (R&B/Hip-Hop Songs) | 3                  |
| États-Unis (Dance Club Songs)  | 17                 |
| États-Unis (Pop Airplay)       | 26                 |